# Darryl Laplante
Darryl Laplante, född 28 mars 1977, är en kanadensisk före detta professionell ishockeyspelare som tillbringade tre säsonger i den nordamerikanska ishockeyligan National Hockey League (NHL), där han spelade för ishockeyorganisationen Detroit Red Wings. Han producerade sex poäng (noll mål och sex assists) samt drog på sig tio utvisningsminuter på 35 grundspelsmatcher. Laplante spelade också på lägre nivåer för Adirondack Red Wings, Cincinnati Mighty Ducks, Houston Aeros och Providence Bruins i American Hockey League (AHL), Augusta Lynx, Jackson Bandits och Reading Royals i ECHL, Cleveland Lumberjacks i International Hockey League (IHL) och Moose Jaw Warriors i Western Hockey League (WHL).
Han draftades i tredje rundan i 1995 års draft av Detroit Red Wings som 58:e spelaren totalt.
Laplante var med och deltog under säsongen 1997-1998 när Red Wings vann Stanley Cup, han är dock inte klassificerad som vinnare av den eftersom han deltog bara i två matcher för dem.

## Statistik
| Källa: Utv = Utvisningsminuter | Källa: Utv = Utvisningsminuter | Källa: Utv = Utvisningsminuter |             | Grundserie  | Grundserie  | Grundserie  | Grundserie  | Grundserie  |             | Slutspel    | Slutspel    | Slutspel    | Slutspel    | Slutspel    |
| Säsong                         | Lag                            | Liga                           | Matcher     | Mål         | Assist      | Poäng       | Utv         | Matcher     | Mål         | Assist      | Poäng       | Utv         |             |             |
| ------------------------------ | ------------------------------ | ------------------------------ | ----------- | ----------- | ----------- | ----------- | ----------- | ----------- | ----------- | ----------- | ----------- | ----------- | ----------- | ----------- |
| 1992–1993                      | Calgary Royals Bantam AAA      | AMBHL                          | 32          | 20          | 26          | 46          | 60          | —           | —           | —           | —           | —           |             |             |
| 1993–1994                      | Calgary Royals Midget AAA      | AMHL                           | 35          | 24          | 27          | 51          | 50          | —           | —           | —           | —           | —           |             |             |
| 1994–1995                      | Moose Jaw Warriors             | WHL                            | 71          | 22          | 24          | 46          | 66          | 10          | 2           | 2           | 4           | 7           |             |             |
| 1995–1996                      | Moose Jaw Warriors             | WHL                            | 72          | 42          | 40          | 82          | 76          | —           | —           | —           | —           | —           |             |             |
| 1996–1997                      | Moose Jaw Warriors             | WHL                            | 69          | 38          | 42          | 80          | 79          | 12          | 2           | 4           | 6           | 15          |             |             |
| 1997–1998                      | Detroit Red Wings              | NHL                            | 2           | 0           | 0           | 0           | 0           | —           | —           | —           | —           | —           |             |             |
|                                | Adirondack Red Wings           | AHL                            | 77          | 15          | 10          | 25          | 51          | 3           | 0           | 1           | 1           | 4           |             |             |
| 1998–1999                      | Detroit Red Wings              | NHL                            | 3           | 0           | 0           | 0           | 0           | —           | —           | —           | —           | —           |             |             |
|                                | Adirondack Red Wings           | AHL                            | 71          | 17          | 15          | 32          | 96          | 3           | 0           | 1           | 1           | 0           |             |             |
| 1999–2000                      | Detroit Red Wings              | NHL                            | 30          | 0           | 6           | 6           | 10          | —           | —           | —           | —           | —           |             |             |
|                                | Cincinnati Mighty Ducks        | AHL                            | 35          | 13          | 9           | 22          | 47          | —           | —           | —           | —           | —           |             |             |
| 2000–2001                      | Cleveland Lumberjacks          | IHL                            | 67          | 6           | 19          | 25          | 43          | 4           | 0           | 1           | 1           | 6           |             |             |
| 2001–2002                      | Houston Aeros                  | AHL                            | 31          | 11          | 6           | 17          | 57          | —           | —           | —           | —           | —           |             |             |
|                                | Providence Bruins              | AHL                            | 10          | 0           | 0           | 0           | 4           | 2           | 0           | 1           | 1           | 4           |             |             |
| 2002–2003                      | Augusta Lynx                   | ECHL                           | 19          | 2           | 4           | 6           | 16          | —           | —           | —           | —           | —           |             |             |
|                                | Jackson Bandits                | ECHL                           | 49          | 6           | 14          | 20          | 42          | 1           | 0           | 0           | 0           | 0           |             |             |
| 2003–2004                      | Reading Royals                 | ECHL                           | 9           | 0           | 4           | 4           | 25          | —           | —           | —           | —           | —           |             |             |
| 2004–2007                      | Spelade ej.                    | Spelade ej.                    | Spelade ej. | Spelade ej. | Spelade ej. | Spelade ej. | Spelade ej. | Spelade ej. | Spelade ej. | Spelade ej. | Spelade ej. | Spelade ej. | Spelade ej. | Spelade ej. |
| 2007–2008                      | Bentley Generals               | ChHL                           | 4           | 0           | 0           | 0           | 4           | —           | —           | —           | —           | —           |             |             |
| 2008–2009                      | Spelade ej.                    | Spelade ej.                    | Spelade ej. | Spelade ej. | Spelade ej. | Spelade ej. | Spelade ej. | Spelade ej. | Spelade ej. | Spelade ej. | Spelade ej. | Spelade ej. | Spelade ej. | Spelade ej. |
| 2009–2010                      | Bentley Generals               | ChHL                           | 13          | 9           | 7           | 16          | 16          | 5           | 2           | 3           | 5           | 6           |             |             |
| 2010–2011                      | Bentley Generals               | ChHL                           | 4           | 1           | 1           | 2           | 0           | 4           | 3           | 2           | 5           | 4           |             |             |
| 2011–2012                      | Bentley Generals               | ChHL                           | 17          | 10          | 12          | 22          | 30          | 3           | 0           | 1           | 1           | 4           |             |             |
| 2012–2013                      | Innisfail Eagles               | ChHL                           | 1           | 0           | 0           | 0           | 14          | —           | —           | —           | —           | —           |             |             |
| 2013–2014                      | Innisfail Eagles               | ChHL                           | 15          | 4           | 4           | 8           | 24          | 8           | 2           | 1           | 3           | 2           |             |             |
| NHL totalt                     | NHL totalt                     | NHL totalt                     | 35          | 0           | 6           | 6           | 10          | —           | —           | —           | —           | —           |             |             |
| AHL totalt                     | AHL totalt                     | AHL totalt                     | 224         | 56          | 40          | 96          | 255         | 8           | 0           | 3           | 3           | 8           |             |             |
| ECHL totalt                    | ECHL totalt                    | ECHL totalt                    | 77          | 8           | 22          | 30          | 83          | 1           | 0           | 0           | 0           | 0           |             |             |
| IHL totalt                     | IHL totalt                     | IHL totalt                     | 67          | 6           | 19          | 25          | 43          | 4           | 0           | 1           | 1           | 6           |             |             |
| WHL totalt                     | WHL totalt                     | WHL totalt                     | 212         | 102         | 106         | 198         | 221         | 22          | 4           | 6           | 10          | 22          |             |             |